# Justus Roth
Justus Ludwig Adolf Roth (* 15. September 1818 in Hamburg; † 1. April 1892) war ein deutscher Geologe.

## Leben
Roth widmete sich zunächst der Pharmazie und war 1844–48 Besitzer einer Apotheke in Hamburg. Dann ging er als Privatmann nach Berlin und wurde 1867 Professor an der Berliner Universität.
Er publizierte vor allem aus Themen der Kristallographie und Vulkanologie und verfasste im Alter zwei Bände über chemische Geologie. Roth beteiligte sich auch an der geologischen Kartierung Schlesiens, schrieb für die Fortschritte der Physik Jahresberichte über physikalische Geografie und gab Eilhard Mitscherlichs hinterlassenes Werk Über die vulkanischen Erscheinungen in der Eifel (Berlin 1865) heraus.
1864 wurde er zum Mitglied der Deutschen Akademie der Naturforscher Leopoldina und 1867 zum ordentlichen Mitglied der Preußischen Akademie der Wissenschaften gewählt. 1889 wurde er zum korrespondierenden Mitglied der Göttinger Akademie der Wissenschaften gewählt.
Justus Roth starb 1892 im Alter von 73 Jahren und wurde auf dem Alten St.-Matthäus-Kirchhof in Schöneberg bei Berlin beigesetzt. Das Grab ist nicht erhalten geblieben.

## Schriften
- Die Kugelformen im Mineralreiche und deren Einfluss auf die Absonderungsgestalten der Gesteine. Ein Beitrag zur geognostischen Formenlehre mit Rücksicht auf Landschaftsmalerei. Arnold, Dresden/Leipzig 1844. (Digitalisat)
- Der Vesuv und die Umgebung von Neapel. Hertz, Berlin 1857. (Digitalisat)
- Die Gesteins-Analysen in tabellarischer Übersicht und mit kritischen Erläuterungen. Hertz, Berlin 1861. (Digitalisat) Ein Werk, zu welchem die Beiträge zur Petrographie der plutonischen Gesteine (1869, 1873, 1879, 1884) als Fortsetzung gehören.
- Über den Serpentin und die genetischen Beziehungen desselben. Berlin 1870. (Partielle Buchvorschau)
- Über die Lehre vom Metamorphismus und die Entstehung der kristallinischen Schiefer. Akademie, Berlin 1871. (Digitalisat)
- Studien am Monte Somma. Akademie, Berlin 1877. (Digitalisat)
- Flusswasser, Meerwasser, Steinsalz. Habel, Berlin 1878. (Digitalisat)
- Allgemeine und chemische Geologie. Hertz, Berlin, 3 Bände 1879 bis 1893
- Über die Erdbeben. Habel, Berlin 1882. (Digitalisat)